# B3 (album)
B3EP (tytuł skrócony "B3") – minialbum brytyjskiego alternatywno-rockowego zespołu Placebo. Wydany 15 października 2012 roku przez wytwórnię Vertigo Records.

## Historia albumu
W 2009 roku Brian Molko i Stefan Olsdal publicznie oświadczyli, że pracują nad materiałem do kolejego albumu studyjnego. 23 listopada 2011 roku zespół ogłosił na swoim profilu na portalu facebook oraz oficjalnej stronie internetowej powrót do studia nagraniowego w 2012 roku w celu pracy nad siódmym albumem studyjnym. W maju 2012 roku grupa potwierdziła, że zamierza opublikować kilka utworów do końca roku. W sierpniu 2012 roku Brian Molko ogłosił we włoskiej stacji radiowej Rai Radio 2 datę wydania singla zatytułowanego "B3".
14 września 2012 roku grupa zapowiedziała wydanie minialbumu "B3" składającego się z pięciu utworów na 12 października.

## Wydanie
Minialbum "B3EP" został wydany 15 października 2012 roku przez wytwórnię Vertigo Records z trzydniowym opóźnieniem względem zapowiedzi.
Teledysk do tytułowej piosenki "B3" miał swoją premierę 17 października 2012 roku.

## Lista utworów
Kompozytorami wszystkich utworów są Brian Molko, Stefan Olsdal i Steve Forrest poza utworem "I Know You Want to Stop", którego autorami są Joseph Whitney, Gavin Pearce oraz She Rocola.
| Nr | Tytuł utworu                             | Długość |
| -- | ---------------------------------------- | ------- |
| 1. | „B3”                                     | 4:10    |
| 2. | „I Know You Want to Stop (Minxus cover)” | 3:04    |
| 3. | „The Extra”                              | 4:20    |
| 4. | „I.K.W.Y.L.”                             | 5:10    |
| 5. | „Time Is Money”                          | 7:15    |
|    |                                          | 23:59   |

## Twórcy
| Zespół Placebo w składzie - Brian Molko - Stefan Olsdal - Steve Forrest | Dodatkowy personel - Fiona Brice – produkcja utworu nr 3 - David Bottrill – produkcja utworu nr 3 i 5 - Adam Noble – produkcja utworu nr 1, miksowanie utworu nr 1 i 2 - Alan Moulder – miksowanie utworu nr 3 i 5 - Neil Comber – miksowanie utworu nr 4 - Tim Young – mastering - Helena Berg – projekt okładki płyty - Anthony Crook – projekt okładki płyty |